# Hi kvadrat
Fantastični kriminalni roman Hi kvadrat (1975) je delo slovenskega pisatelja Dimitrija Rupla.

## Zgodba
Pavel Pavlin strmi skozi okno svoje pisarne na Uradu za raziskovanje trgov (URT) v Parizu. Obvestijo ga, da se mora zglasiti magistralnem uradu za zaposlovanje (MUZ), ker bo zamenjal službo. Gospod Praprotnik mu naroči, naj gre na zdravniški pregled in si zapiše številko člena in strani v primeru, da se bo odločil napisati pritožbo. Gimnazijska sošolka Tanja ga opomni, da imajo čez en teden obletnico mature. Na pregledu se morajo sleči do golega in zagledata se drug v drugega. Ob odhodu povabi Tanjo na večerjo. Tanja večerjo odkloni, mu pa obljubi, da se bosta videla na obletnici. 
Kar naprej ga preganja dejstvo, da ga bodo premestili. 
Po praznovanju obletnice ga Tanja povabi še na en kozarček. Pavlin jo v slovo poljubi, a ob odhodu na hodniku sliši čuden šum. Teče nazaj do stanovanja, ki je vse poplavljeno. Tanji ponudi pomoč in se šali, da je to naredila zato, da bi ga zadržala čez noč, kar se res zgodi. Prvič sta intimna.
Naslednji dan dobi pismo o novi službi – premestili so ga v Sam-Hoz (samostan Hozarje), ker bo opravljal delo patra pisarja. Nedeljo preživi s Tanjo, ki ga miri zaradi nove službe. 
Kmalu mu postane jasno, da je bila njegova premestitev kazenska. Pater Mefisto je enakega mnenja, pravi mu, da se je v Sam-Hoz prišel očistit greha. Spozna se z novincem Pierrom in patrom Beckettom. Slednji sovraži Mefista in novincema nudi pomoč. Že po prvem dnevu v samostanu pošljeta pismo Praprotniku, naj ju premestijo. V nespečnosti razmišlja, da bi ubil patra Mefista, Kantorja in tudi priorja. Med pošto, ki jo mora odposlati za samostan, skrije pismo Praprotniku in Tanji. Patri sumijo, da Pavlin nekaj naklepa, a proti njemu nimajo dokazov. Tanja mu piše, da ga ljubi in komaj čaka, da se spet srečata. 
Prior mu dovoli, da v nedeljo sprejme obisk. Pater Templar najde Tanjino ljubezensko pismo – končno imajo dokaz proti Pavlinu.
Naslednji dan pobegne s Tanjo. 
Spozna, da duhovniki nič ne delajo in zavržejo vso hrano, ki jo pridelajo. Prior ga pošlje v mesto, da bo poročal na MUZ-u. V mestu si privošči tedenski oddih s Tanjo. Ko na vrata potrka škofovski policist, Pavlin pobegne skozi okno, Tanja pa se policistov spretno otrese. Da v samostanu ne bi izvedeli za njegov »dopust«, kupi liter žganja, se polije in pomaže z blatom, da bi bilo videti, kot da je cel teden užival v prostosti. Zaradi tega ga pošljejo v UPS-o (uto za pokoro in spreobrnitev). Ker prior zboli, Mefisto prevzame njegovo delo in jo končno zagode Pavlinu. Obtožijo ga vsake malenkosti, ki ni po pravilih. Pavlinu prekipi in v patre začne metati stole ter vse drugo, kar mu pride pod roke.
Zbudi se v ambulanti hudo bolan. Prosi, če lahko pred smrtjo govori z Mefistom, da se mu opraviči. Med Mefistovim obiskom umre. 

## Odmevi
"[G]re za tipično usodo posameznika – intelektualca, ki se postavi po robu institucionaliziranosti družbenega in drugih sistemov, vendar brez uspeha, in na koncu konča v konformizmu (kar pravim kar preveč poenostavljeno)." (Benhart 1984: 91)
"Ruplova nova knjiga pri tem dosledno in določno opozarja na svojo kvazirealno, umetno estetsko ... "naravo" in naravnanost ..." (Inkret 1980: 173)
"V tej luči ne ponuja Hi kvadrat nikakršne špekulativne, pragmatične priložnosti, njegovega besedila ni moogoče razumeti zunaj igre, ki v temelju določa in opredeljuje njegovo "empirično" teksturo." (Inkret 1980: 174)
"V tej svoji plasti si je Ruplova pripoved – kakor kriminalni, pustolovski, fantastični roman – na poseben način in v zadnji konsekvenci "sama sebe namen" – in sama je svoj namen, kajpada, ravno v estetskem, v artističnem pomenu te besede." (Inkret 1980: 175)
"Pavlinova usoda se mora v resnici končati v konformizmu, v brezpomočnem, samo-zatirajočem se pristajanju na iste brezperspektivni in represivni svet, katerega totalitarizem je bil njegov roman postavil pred nas in ki ga je bil ironiziral vseskoz s táko suvereno kretnjo ... " (Inkret 1980: 176)